# Mimudea leptorrhapta
Mimudea leptorrhapta là một loài bướm đêm trong họ Crambidae.